# Leonardo Rossi de Giffone
Leonardo Rossi de Giffone, dit le cardinal de Giffone (né à Giffoni Valle Piana en Campanie, Italie, alors dans le royaume de Naples, et mort à Avignon après le 14 mars 1407) est un pseudo-cardinal italien du XIVe siècle créé par l'antipape d'Avignon Clément VII. Il est membre de l'ordre des franciscains.

## Biographie
Leonardo Rossi de Giffone est théologien du diocèse de Salerne. Il est professeur au Studio Generale di San Lorenzo Maggiore à  Naples et à l'université de Cambridge. De Giffone est provincial de son ordre de Terra di Lavoro, la province entre Lazio et Campanie. En 1373, il est élu ministre général de son ordre.
Il décline la promotion de cardinal par le pape Urbain VI et joint l'obédience d'Avignon. L'antipape Clément VII le crée cardinal lors du consistoire du 18 décembre 1378. Le pseudo-cardinal est envoyé comme légat apostolique à Naples en 1381, mais il est arrêté par le cardinal Gentile di Sangro et il reste emprisonné jusqu'en 1386 avec le cardinal Giacomo d'Itro. Rossi peut s'échapper à Avignon.
Le cardinal Rossi participe au conclave de 1394 lors duquel l'antipape Benoît XIII est élu. Il abandonne l'antipape Benoît XIII en septembre 1398, mais il retourne en 1403.
Il est l'auteur des commentaires des Saintes Écritures, d'un He summa theologica et de nombreux sermons.